# Calendari patafísic
El calendari Patafísic, va ser Creat pel Col·legi de Patafísica de París, el 1948, gairebé simultàniament a la creació d'aquest Col·legi.
La conformació de les commemoracions i celebracions està basada en concepcions inventades d'acord amb l'imaginari d'Alfred Jarry, i altres precursors de la patafísica anomenats arbitràriament sota les convencions dels Fundadors de l'Escola. Per això, tant l'elecció dels noms de cada mes, com la significació de les seves celebracions, són específiques i de vegades hermètiques. En general aquest calendari, compta amb el seu propi ordre i creences, i és completament independent del calendari occidental comú.

## Instruccions bàsiques del Calendari Patafísic
1. L'asterisc "*" marca els sants del calendari tradicional que han estat conservats.
2. L'ordre dels dies de la setmana és: diumenge, dilluns, dimarts, dimecres, dijous, divendres, dissabte.
3. L'1, el 8, el 15 i el 22 són dels diumenges.
4. Tots els 13 són divendres.

Per a aquells a qui els podria importar la futilitat del calendari vulgar, ha estat establerta una concordança, la qual permet a la vegada referir-se a través d'ella al calendari romà, asteca, revolucionari, positivista, xinès, etc.
Aquest sistema al mateix temps té 28 dies per mes, per la qual cosa, la diferència de dies, pel que fa al Calendari normal, conformen un tretzè mes. Pel que fa a la tipografia, les Majúscules representen els dies commemoratius, com ara la nativitat d'Alfred Jarry: "el començament de l'era Patafísica" entre altres (Any I de l'era patafísica ".)

## Mesos del calendari
1. ABSOLU
2. HAHA
3. AS
4. SABLE
5. DÉCERVELAGE
6. GUEULES
7. PÉDALE
8. CLINAMEN
9. PALOTIN
10. MERDRE
11. GIDOUILLE
12. TATANE
13. PHALLE

## Detalls rellevants
El rerefons o significat dels mesos d'aquest calendari, són majoritàriament extrets d'anècdotes, passatges i fins i tot de personatges que circulen en l'obra i vida d'Alfred Jarry. Per exemple, el mes haha representa l'exclamació típica de Bossa de Nage, un dels personatges més emblemàtics de "Gestes i opinions del Doctor Faustroll, patafísic". D'altra banda el mes "palotin" fa referència a un grup de personatges d'"Ubú Cornut", els anomenats "palotin", els qui s'encarreguen de retre militància el protagonista. El mes MERDRE (Merdra), remet a la paraula que comença l'obra d'"Ubú Rei" (Obra de teatre estrenada per Alfred Jarry el 10 de desembre de 1896). És així com cada un dels mesos té una significació particular inspirada en l'obra patafísica.
Gran part dels conceptes i noms designats en el calendari poden ser difícilment traduïts, pel fet que la majoria d'aquests són neologismes, o pertanyen a la parla popular francesa.